# Audrey Hylton-Foster
Pour les articles homonymes, voir Hylton et Foster.
Audrey Pellew Hylton-Foster (née Brown; 19 mai 1908 - 31 octobre 2002), est une femme politique britannique.

## Biographie
Née à Simla, en Inde, elle est la fille de Douglas Clifton Brown, 1er vicomte Ruffside, et de Violet Cicely Kathleen Wollaston. Elle fait ses études à St George's, Ascot et Ivy House, Wimbledon. Elle épouse Harry Hylton-Foster, ils n'ont pas d'enfants. Son père et son mari sont tous deux speakers de la Chambre des communes. 
Audrey Hylton-Foster réside pour la première fois à Speaker's House pendant le séjour de son père là-bas, lorsqu'elle est allée se remettre de la rougeole. Pendant sa convalescence, elle commence à travailler pour la Croix-Rouge britannique, ce qui, mis à part la politique, devient l'œuvre de sa vie.
Pendant la Seconde Guerre mondiale, elle est infirmière à l'hôpital St Luke de Chelsea. Elle parcourt des milliers de kilomètres à vélo autour de Londres pour ses fonctions à la Croix-Rouge. En 1950, elle devient directrice de la division Chelsea de la Croix-Rouge britannique. Elle est à plusieurs reprises présidente et patronne de la succursale de Londres. À la fin de 1980, elle est consultante au siège national.
Son mari commence sa carrière politique après la Seconde Guerre mondiale. Il perd à sa première candidature à un siège à la Chambre des communes pour la circonscription de Shipley en 1945. En 1950, il est élu député pour York. En 1951 et 1955, ses majorités sont minces; cependant, en 1959, après avoir changé de circonscription, sa majorité est de 17 000 voix.
Après la mort de son mari en poste en 1965, elle est créée pair à vie en tant que baronne Hylton-Foster, de la Cité de Westminster le 7 décembre 1965. Malgré ses objections antérieures envers les femmes politiques, elle devient une membre active de la Chambre des lords et pendant de nombreuses années, elle occupe le poste de commissaire des pairs Crossbenchers. Elle est nommée Dame Commandeur de l'Ordre de l'Empire britannique (DBE) dans les honneurs d'anniversaire de 1990.
Audrey Hylton-Foster vivait dans une ancienne Coach House sur Leith Hill, dans le Surrey. Chaque année, elle ouvre ses jardins au public, afin de récolter des fonds pour diverses associations caritatives. Un an, avec l'aide de l'actrice Virginia McKenna, une somme substantielle est collectée pour la Born Free Foundation. Elle est une jardinière passionnée dans ses dernières années et est dans son jardin par tous les temps jusqu'à sa mort. Elle est décédée le 31 octobre 2002, à son domicile, à l'âge de 94 ans.